# Дуган (Велешко)
Дуган или Доган (на македонска литературна норма: Дуган) е бивше село в северния дял на община Велес, Северна Македония.

## География
Дуган е било разположено на километър западно от Новачани, между селото и Вардар.

## История
Според статистиката на Васил Кънчов („Македония. Етнография и статистика“) от 1900 г. Дуган е населявано от 50 българи и 20 турци.
След Междусъюзническата война в 1913 година селото попада в Сърбия.
На етническата си карта от 1927 година Леонард Шулце Йена показва Доган (Dogan) като турско село в развалини.